# Fritziana ohausi
Fritziana ohausi es una especie de anfibio anuro de la familia Hemiphractidae.

## Distribución geográfica
Esta especie es endémica de Brasil. Habita en los estados de Río de Janeiro, São Paulo y Espírito Santo entre los 600 y 1200 m de altitud.

## Etimología
Esta especie lleva el nombre en honor a Friedrich Ohaus (1864-1946).

## Publicación original
- Wandolleck, 1907 : Einige neue und weniger bekannte Batrachier von Brazilien. Abhandlungen und Berichte des Zoologischen und Anthropologisch-Ethnographischen Museums zu Dresden, vol. 11, n.º 1, p. 1-15[5]